# Kom ihåg mig
Kom ihåg mig är en singel med Lars Winnerbäck släppt 6 september 1999.
I dansbandskampen 2010 tolkades låten av Donnez.

## Låtlista
1. Kom ihåg mig
2. Långsamma händer
3. När man väntar mirakel

### Fotnoter
1. ↑  ”Dansbandskampen”. 26 februari 2010. Arkiverad från originalet den 25 november 2010. https://web.archive.org/web/20101125170843/http://svt.se/2.136446/1.2199569/alla_latar_och_nummer_i_del_2. Läst 7 juli 2011.